# Matsumoto Seichō

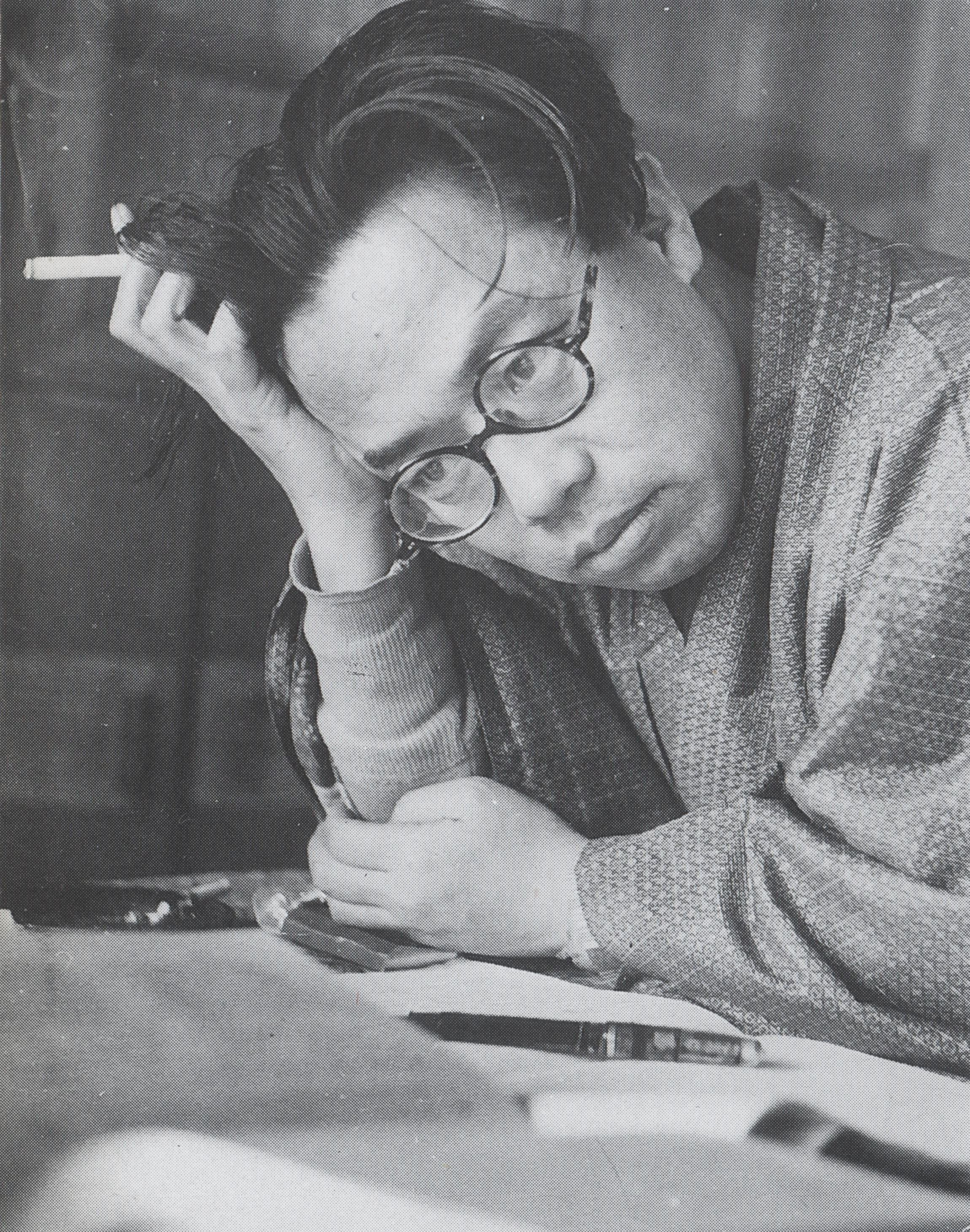
Matsumoto Seichō (1955)

Matsumoto Seichō (japanisch 松本 清張; eigentlich in Kun-Lesung: Matsumoto Kiyoharu; * 21. Dezember 1909 in Kokura; † 4. August 1992 in Tokio) war ein japanischer Schriftsteller. Neben Kriminalgeschichten, in denen er oft die gesellschaftlichen Probleme, die der Grund für Verbrechen sind, erläuterte, und die den Großteil seines literarischen Schaffens ausmachen, hat er auch historische Romane und Sachliteratur geschrieben. Er verfasste mehr als 450 Werke und wurde auch der „japanische Simenon“ genannt.

## Leben
Nach der Grundschule arbeitete Matsumoto in einem Versorgungsunternehmen. In seiner Jugend las er aus politischer Überzeugung von der japanischen Regierung verbotene Texte. Als Erwachsener gestaltete er schließlich Umschläge für die Zeitung Asahi Shimbun. Nachdem er im Zweiten Weltkrieg zwei Jahre lang als Sanitäter gedient hatte – die meiste Zeit davon in Korea –, arbeitete er erneut für die Asahi.

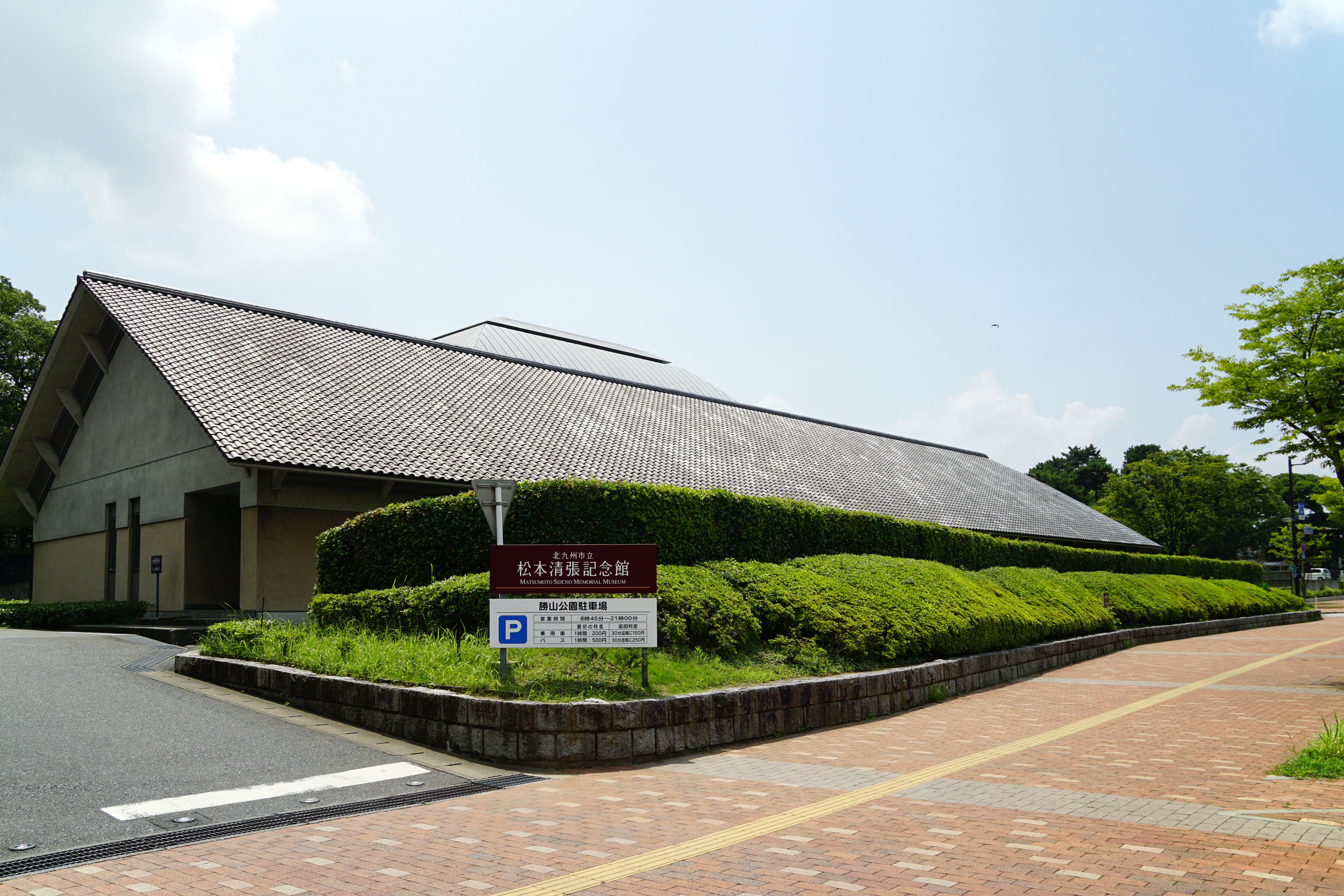
Matsumoto Seichō Memorial Museum

1950 nahm er an einem Literaturwettbewerb der Wochenzeitung Shūkan Asahi teil und belegte mit einer Kurzgeschichte den dritten Platz. 1951 debütierte er mit Saigō-satsu (Saigō-Geldscheine). Es folgten mehrere Publikationen unter seinem Pseudonym Matsumoto Seichō. 1952 wurde er für Aru kokura nikki den mit dem Akutagawa-Preis ausgezeichnet, aber erst 1956 gab er seinen Posten bei der Asahi Shimbun auf, um sich ganz seiner literarischen Karriere zu widmen.
Matsumoto schrieb fortan bis zu sieben Bücher im Jahr und machte die Detektivgeschichte in Japan bekannt. Er gewann mehrere Auszeichnungen, darunter 1956 der Preis des Verbands japanischer Krimiautoren, 1970 der Kikuchi-Kan-Preis und 1990 der Asahi-Preis.
In seinen Werken verarbeitete er auch politische Themen, indem er die japanische Gesellschaft, aber auch beispielsweise die Vereinigten Staaten kritisierte. 1968 reiste er nach Kuba und nach Nordvietnam. In den 1970er und 1980er Jahren investierte er immer mehr Zeit in das Schreiben von Sachbüchern, die wesentlich politischer als seine kriminalistischen Werke waren. Im Alter von 82 Jahren starb er an Krebs.
Der Regisseur Nomura Yoshitarō verfilmte acht seiner Romane, darunter Zerbrechliches Schicksal (Suna no utsuwa) (1974).

## Selbstmorde im Aokigahara-Wald
Hauptartikel: Aokigahara
Zwei Bücher Matsumotos sollen die Ursache für die seit den 1950er Jahren auffällig häufige Wahl des Aokigahara als Selbstmordstätte sein: Zum einen Nami no tō (jap. 波の塔; dt. „Der Wellenturm“ oder „Turm der Wellen“), zum anderen Kuroi jukai (jap. 黒い樹海; dt. „Schwarzes Meer aus Bäumen“). Beide behandeln Selbstmorde im Aokigahara-Wald.

## Werke (Auswahl)
- Aru kokura nikki den (或る「小倉日記」伝), 1952
- Nami no tō (波の塔), 1957, dt. Der Wellenturm
- Ten to sen (点と線), 1958, dt. Spiel mit dem Fahrplan, Verlag Volk und Welt, Berlin, 1970, dt. Tokio Express, Kampa Verlag AG, Zürich, 2024
- Zero no shōten (ゼロの焦点), 1959
- Kuroi jukai (黒い樹海), 1960, dt. Schwarzes Meer aus Bäumen
- Suna no utsuwa (砂の器), 1961
- Warui yatsura (わるいやつら), 1961
- Kemo no michi (けものみち), 1963
- Chūō Ryūsa (中央流沙), 1968
- Kurokawa no techō (黒革の手帖), 1980
- Meisō chizu (迷走地図), 1983

auf Deutsch
- Amagigoe dt. „Mord am Amagi-Pass“, übersetzt von Heinz Haase und Barbara Sparing, Volk und Welt, Berlin, 1983
- Himo dt. „Die Nylonschnur“
- Ichinen-han mate dt. „Nur achtzehn Monate“
- Kimyō-na hikoku dt. „Ich gestehe alles“
- Kuroi gashū dt. Serientitel: „Schwarze Bilder“
- Kyōki dt. „Die Tatwaffe“
- Shōgen dt. „Eine Zeugenaussage“
- Sōnan dt. „Der Unfall“
- dt. „Manyō-Jade“, übersetzt von Peter Raff, OAG, 2004 Online-Ausgabe (PDF; 332 kB)